# Caseros (Entre Ríos)
Pour les articles homonymes, voir Caseros.
Caseros est une localité rurale argentine située dans le département d'Uruguay, dans la province d'Entre Ríos.

## Histoire
La localité a été fondée le 3 décembre 1910. L'extension des limites de compétence du conseil de direction a été faite par le décret no 4326/1985 MGJE du 23 octobre 1985.

## Religion
| Diocèse  | Gualeguaychú        |
| -------- | ------------------- |
| Paroisse | San Miguel Arcángel |